# Walter Albert Lindgens
Walter Albert Lindgens (* 27. Juli 1893 in Köln; † 19. Oktober 1978 in Bergisch Gladbach) war ein deutscher Maler und Grafiker.

## Leben und Werk
Lindgens entstammte einer Familie des rheinischen Großbürgertums; sein Vater war der Unternehmer Adolf Lindgens (1856–1941). Er studierte zunächst in Oxford und nach dem Ersten Weltkrieg bei Karl Caspar, Josef Eberz und Adolf Schinnerer an der Akademie der Bildenden Künste München und stand zunächst unter dem religiös gefärbten Expressionismus seiner Lehrer. 1923 hatte er in der Münchner Galerie Neue Kunst - Hans Goltz seine erste Ausstellung und eine erste Ausstellung bei Alfred Flechtheim in Frankfurt am Main. Flechtheim blieb bis zur Machtergreifung der Nazis 1933 neben Goltz und der Galerie Nierendorf in Berlin sein wichtigster Händler.
Von 1922 bis 1924 studierte Lindgens an der Kunstakademie in Rom, dann bis 1926 an der Pariser Académie Julian. Nun beeinflussten ihn Künstler wie Hans Purrmann und Rudolf Levy, Henri Matisse und Raoul Dufy, vor allem aber Paul Cézanne. Nach dem Studium arbeitete er bis 1936 als freier Maler in Paris, wobei er gleichzeitig Ateliers in München und Berlin unterhielt. Er hatte damals eine Reihe von Ausstellungen, u. a. in London, New York, Rio de Janeiro, Rom und Paris.
Lindgens unternahm eine Vielzahl von Reisen, u. a. 1930/31 nach Marokko und Algerien und 1930/31 und 1936 nach Kamerun und Nigeria. Dabei entstanden Zeichnungen von Frauen, die das explizit Fremde, das Exotische betonen. „Im starken Kontrast zu diesen dynamisch-verspielten Skizzen seiner Abenteuer in der Fremde stehen Gemälde der 1930er- und 1940er-Jahre, die sich stilistisch am romantischen Realismus orientieren und sein stark bürgerlich geprägtes, traditionelles Frauenbild wiedergeben (Die Strickerin, 1937). Hier entstehen vermehrt auch Werke mit christlichen Motiven (Verkündigungsengel, 1933).“
In der Zeit des Nationalsozialismus war Lindgens obligatorisch Mitglied der Reichskammer der bildenden Künste, und er konnte sich bis mindestens 1942 an wichtigen Ausstellungen beteiligen. Daneben machte er zum Broterwerb gebrauchsgrafische Arbeiten, z. B. 1936 für ein Plakat „Autobahnen erschließen die Landschaft“.
Ab 1937 lebte und arbeitete Lindgens in Berlin, wo er 1937 auch Hildegard Riehmer heiratete. Sie wohnten in der Paulsborner Straße 84 T. Das Haus wurde im Zweiten Weltkrieg durch Bomben zerstört. Ein Atelier hatte Lindgens bis 1945 auch auf der „Liebesinsel“ in Teupitz.
Frühe Arbeiten entsprachen nicht dem nazistischen Kunstkanon, und 1937 wurden im Rahmen der deutschlandweiten konzertierten Aktion „Entartete Kunst“ nachweislich drei seiner Bilder aus öffentlichen Sammlungen beschlagnahmt.
Nach dem Ende der Nazidiktatur begann er mit einer abstrakten Formsprache zu experimentieren (Tanzrhythmus, 1950), und er schuf eine Reihe zart aquarellierter, meist kleinformatiger und sehr intimer Zeichnungen von Frauen in seinem alltäglichen Umfeld.
Die letzten knapp 30 Jahre seines Lebens lebte Lindgens in Rösrath. Er übertrug der Stadt Bergisch Gladbach nach seinem Tod seine Kunstsammlung und sein eigenes umfangreiches künstlerisches Werk. Damit legte er den Grundstein für die Gründung der Städtischen Galerie Villa Zanders. In der Galerie gibt es seit 1980 eine Dauerausstellung seiner Werke.

## Darstellung Lindgens' in der bildenden Kunst
- Arno Breker: Albert Lindgens (Porträtbüste, Bronze, 1928?)[5]

## 1937 als „entartet“ aus Museen und öffentlichen Sammlungen nachweislich beschlagnahmte Werke
- Eishockeyspieler (Öl auf Leinwand, 103 × 52 cm; Wallraf-Richartz-Museum Köln. 1939 zur „Verwertung“ auf dem Kunstmarkt an den Kunsthändler Bernhard A. Böhmer. Verbleib ungeklärt)
- Terrasse am Meer (Tafelbild; Nassauisches Landesmuseum Wiesbaden; zerstört.)
- Herbst auf Lipari (Tafelbild, 73 × 61 cm; Ruhmeshalle Wuppertal-Barmen; zerstört)

## Weitere Werke (Auswahl)

### Tafelbilder (Auswahl)
- Im Café (Öl auf Leinwand, vor 1926, 78 × 97 cm; Verbleib ungeklärt)[6]
- Kopf (Öl auf Leinwand, 15 × 18 cm; 1931 Versteigerung durch Paul Graupe)[7]
- Schlafender (Öl, um 1934)[8][9]

### Druckgrafik (Auswahl)
- Ossip Dymow: Der Knabe Wlass. (Vorzugsausgabe mit 10 Originallithografien, Auflage 200; Recht-Verlag, München, 1922)
- Ivan Turgenjew: Rauch. (Vorzugsausgabe mit 10 Originallithografien, Auflage 200; Recht-Verlag, München, 1923)

### Zeichnungen (Auswahl)
- Am Meeresstrand (Öl & Tuschfeder & Aquarell & Wachsfarbe, 44 × 33 cm, um 1935)[10]

## Ausstellungen (unvollständig)

### Sicher belegte Teilnahme an Ausstellungen in der Zeit des Nationalsozialismus
- 1934: Berlin, Preußische Akademie der Künste („Große Berliner Kunstausstellung“)[11]
- 1935: München, Neue Pinakothek („Berliner Kunst“)
- 1935: Köln: Galerie Dr. Becker (Einzelausstellung)[12]
- 1940: Köln, Kölner Kunstverein (Einzelausstellung mit Johannes Greferath und Hans Jürgen Kallmann)
- 1942: Köln, Kölner Kunstverein („Der Deutsche Westen 1942. Malerei und Plastik der Gegenwart“)

### Weitere Einzelausstellungen
- 1927: Köln: Galerie Dr. Becker & Dr. Jaffe[13]
- 1931: Berlin, Flechtheim (mit Georg Grosz)
- 1953: Köln, Kölnischer Kunstverein (Arbeiten der Jahre 1927 bis 1953)
- 1960: Köln, Kölnischer Kunstverein (Gemälde und Studien 1955 bis 1960)
- 1961: München, Galerie Wolfgang Gurlitt (Gemälde, Aquarelle, Zeichnungen)
- 1969: Berlin, Rathausgalerie Neukölln
- 1972: Bergisch-Gladbach, Volkshochschule
- 2021: Kunstmuseum Villa Zanders („Walter Lindgens. Fremde und Vertraute“)[1]